# Bernd Liffers
Bernd Liffers (* 26. Februar 1958 in Krefeld-Uerdingen) ist ein deutscher Kirchenmusiker und Organist.
Liffers studierte von 1974 bis 1980 katholische Kirchenmusik in Düsseldorf (A-Examen). Er ergänzte seine Ausbildung durch Kurse bei Günther Kaunzinger, Zsigmond Szathmáry und Peter Bares. Von 1978 bis 1982 war er Organist an St. Andreas in Düsseldorf. Von 1982 bis 1986 leitete er die Kirchenmusik an der Basilika St. Margareta in Düsseldorf-Gerresheim. In den folgenden Jahren war er als Kantor in der Calvin-Kirche der evangelischen Matthäi-Gemeinde tätig, wo er mehrere Konzerte als Organist und Chorleiter gegeben hat. Von 2001 bis 2018 war er als Kirchenmusiker der evangelischen Kirchengemeinde in Heiligenhaus tätig, seit dem 1. September 2018 ist er bei der Evangelischen Kirchengemeinde in Uerdingen beschäftigt. Liffers veröffentlichte mehrere Tondokumente bei Motette-Ursina und im Rundfunk (SWR2).

## Tondokumente

### Tonträger
- Historische Orgeln am Niederrhein: Hörstgen und Gerderath (Motette-Ursina 1991)
- Niederländische Orgelreise (Motette-Ursina 1992)
- Plays Guilmant (Megaphon 2006)
- Die grosse Gebr.-Richter-Kirmesorgel – im Stadtmuseum Düsseldorf
- Niederrheinische Orgelreise (Motette-Ursina)

### Funkaufnahmen
- Bernardo Storace: Ciacona für Orgel
- Jan Pieterszoon Sweelinck: Mein junges Leben hat ein End
- Jan Pieterszoon Sweelinck: „Ick voer al over Rhijn“
- Louis Marchand: 4 Stücke für Orgel